# Premio Nacional de Literatura José María Vergara y Vergara
El Premio Nacional de Literatura y Ciencias "José María Vergara y Vergara" o Premio de Literatura José María Vergara y Vergara  es un galardón literario otorgado desde 1935 por el Gobierno Nacional de Colombia, fue creado durante el mandato de Enrique Olaya Herrera y con apoyo del Ministerio de Educación Nacional con el fin de apoyar y estimular a los escritores colombianos y a la producción intelectual nacional. Se crearon proyectos de ley para exaltar la labor de aquellos escritores destacados que se dedican a escribir en español con el fin de promulgar y favorecer la literatura colombiana. Eran celebrados anualmente y considerados como un intento de hacer un premio nobel de literarura colombiana.
La creación de este premio buscaba honrar la vida y los trabajos del escritor José María Vergara y Vergara más específicamente en homenaje al primer centenario del nacimiento del escritor considerado como uno de los más importantes literatos y filántropos de Colombia. Con la Ley 35 de 19 de marzo de 1931 del congreso de Colombia decreta; como homenaje a la memoria de este eximio escritor en el primer centenario de su nacimiento.Vergara y Vergara es reconocido por presentar por primera vez al público a Jorge Isaacs por medio de su periódico El Mosaico. También a escritores recordados de la época como Eugenio Díaz. 
El premio es otorgado por el presidente de Colombia, los jueces eran nombrados por el Ministerio de Educación Nacional, la Academia Colombiana de la Lengua y otras academias y sociedades científicas o literarias legalmente constituidas. Tuvo como jurado calificador a importantes académicos como Abel Naranjo Villegas, Alfredo Bateman y el poeta Arturo Camacho Ramírez.

## Premiados
- El primer premio se otorgó en 1935 al escritor colombiano Tomás Carrasquilla por su novela Por aguas y pedrejones (hace tiempos).[6]
- El de 1936 al político e historiador colombiano  Raimundo Rivas.[2]
- El de 1938 se le otorgó al escritor colombiano Tomás Carrasquilla.
- El de 1953 se le otorgó a Antonio Curcio por su ensayo La novela en Colombia. Con motivo de la conmermoración del aniversario de la Academia Colombiana de la Lengua.[7]
- El de 1957 se le otorgó a Antonio Curcio.
- El de 6 de agosto de 1975 se le otorgó al historiador colombiano Javier Ocampo López.  por su obra “El Proceso Ideológico de la Emancipación”, editado por la Universidad Pedagógica y Tecnológica de Colombia en 1974.